# Kurubkhelgi, Bhalki
Kurubkhelgi là một làng thuộc tehsil Bhalki, huyện Bidar, bang Karnataka, Ấn Độ.